# Pálfy Móric
Pálfy Móric (Bágyon, 1871. október 21. – 1930. augusztus 16.) geológus, hidrogeológus, egyetemi magántanár; a budapesti Földtani Intézet főgeológusa, a Magyar Földtani Társulat titkára, majd elnöke,  a Magyar Tudományos Akadémia levelező tagja.

## Élete
Bágyonban született Pálfy Máté és Bíró Izabella gyermekeként. Tordán és Kolozsváron járt iskolába. 
Középiskolai tanulmányai befejeztével a kolozsvári tudományegyetem mennyiségtan – természettudományi karára iratkozott be. Már másodéves korában gyakornokként dolgozott. Egyetemi tanulmányai elvégzése után a Koch ásványtani és földtani intézetében lett tanársegéd. 
1895-ben doktorált és a magyar  királyi  Földtani Intézet egyik geológiai állását nyerte el. Eleinte kőzettani és őslénytani kutatásokkal, majd földtani térképezéssel és egyes területek leírásával foglalkozott.

## Munkássága
Pálfy 1900-ban geológusként az Érchegységet tanulmányozta. 1909-ben a Bihar-hegységet, 1921-ben a rudabányai hegység geológiai viszonyait vizsgálta. A melegforrások fölhasználásának kérdésével is foglalkozott.
Munkatársa volt a Révai nagy lexikonának, és a Földtani Közlöny szerkesztője. Elkészítette az erdélyi hegységek geológiai fölvételét, tanulmányozta az erupciós kőzetek korviszonyait. Szabó József-emlékéremmel tüntették ki.